# Takaki Kenicsiró
Takaki Kenicsiró (高木謙一郎; Hepburn: Ken'ichirō Takaki; Okajama prefektúra, 1976. november 5. –) japán videójáték-tervező.

## Pályafutása
2002-ben tervezőként csatlakozott egy videójáték-fejlesztő céghez. 2006-ban a Marvelous Interactive (később Marvelous) fejlesztési igazgatója lett. Játékaiban jellemző a kjonjú (巨乳; Hepburn: Kyonyū, ’Hatalmas mellek’) használata, ezeknél a hivatalos posztja a „kirobbanó mellek producere” (爆乳プロデューサー; Hepburn: Bakunyū Producer).

## Munkái

### Videójátékok
- Red Ninja: End of Honour — tervezési vezető (2005, PlayStation 2, Xbox)
- Negima!? Csó mahó rjó taiszen-csú Check-in zenin súgó! Jappari onszen kicsaimasitaa[4] — producer (2007, Nintendo DS)
- Negima!? Neo-Pactio Fight!![5] — producer (2007, Wii)
- Ikkitószen: Shining Dragon — producer (2007, PlayStation 2)
- Valhalla Knights 2[1] (2008, PlayStation Portable)
- To Love-ru: Vaku vaku! Rinkangakkó-hen — producer (2008, PlayStation Portable)
- To Love-ru: Doki doki! Rinkaigakkó-hen — producer (2008, PlayStation Portable)
- Ikkitószen: Eloquent Fist — producer (2008, PlayStation Portable)
- Half-Minute Hero[6] — producer (2009, PlayStation Portable)
- Valhalla Knights 2: Battle Stance[1] (2009, PlayStation Portable)
- Sakura Note: Ima ni cunagaru mirai[7] — producer (2009, Nintendo DS)
- Livly Garden[8] — producer (2010, Nintendo DS)
- Ikkitószen: Xross Impact[2] — producer (2010, PlayStation Portable)
- Half-Minute Hero: The Second Coming[9] — producer (2011: PlayStation Portable, 2014: Microsoft Windows)
- Szenran kagura: Sódzso-tacsi no sinei[3] — tervező, „a kirobbanó mellek producere”, dalszövegíró (2011, Nintendo 3DS)
- Half-Minute Hero: Super Mega Neo Climax — producer (2012, Microsoft Windows)
- Senran Kagura Burst — tervező, „a kirobbanó mellek producere”, dalszövegíró (2012, Nintendo 3DS)
- Szenran kagura: NewWave — tervező, „a kirobbanó mellek producere” (2013, Android, iOS)
- Senran Kagura Shinovi Versus — tervező, „a kirobbanó mellek producere” (2013, PlayStation Vita)
- Senran Kagura Bon Appétit! — tervező, „a kirobbanó mellek producere” (2014, PlayStation Vita)
- Senran Kagura 2: Deep Crimson — tervező, „a kirobbanó mellek producere”, dalszövegíró (2014; Nintendo 3DS)
- Senran Kagura Estival Versus — tervező, „a kirobbanó mellek producere” (2015, PlayStation 4, PlayStation Vita)
- IA/VT Colorful — producer (2015, PlayStation Vita)
- Valkyrie Drive: Siren — „a kirobbanó mellek producere” (2015, mobiletelfonok)
- Valkyrie Drive: Bhikkhuni — „a kirobbanó mellek producere” (2015, PlayStation Vita)
- Uppers — tervező, „a kirobbanó mellek producere” (2016, PlayStation Vita)
- Senran Kagura: Peach Beach Splash — tervező, „a kirobbanó mellek producere” (2017, PlayStation 4)

### Animesorozatok
- Szenran kagura — tervezési együttműködés (2013)
- Valkyrie Drive: Mermaid (2015)

### OVA-k
- Szenran kagura Estival Versus: Mizugi-darake no zenjaszai — tervezés (2015)

### Mangák
- Szenran kagura Spark! — író (2011–2012, Enterbrain)
- Szenran kagura: Sódzso-tacsi no sinei — író (2011–napjainkig, Media Factory)
- Szenran kagura: Guren no hebi — író (2011–2013, Ichijinsha)
- Szenran kagura: Szensi bankó no Haruka — író (2012–2013, Enterbrain)
- Szenran endzsi: Kjonjú-gumi — író (2012–2013, Enterbrain)
- Dekamari szenran kagura gokkuncu! — író (2014, Enterbrain)
- Szenran kagura Estival Versus: Sódzsotacsi no szentaku – Te jande! — író (2015, Enterbrain)